# Tiberio Calcagni
Tiberio Calcagni (Florència, 1532 – Roma, 7 de desembre de 1565) va ser un escultor i arquitecte italià.
Va ser conegut per ser el deixeble de Michelangelo Buonarroti, sobretot per haver completat algunes de les obres del seu mestre, com la capella de Sforza a la Basílica de Santa Maria Major de Roma o la Pietat florentina, on va restaurar algunes peces trencades per Michelangelo, acabant amb la figura a l'esquerra (La Maddalena), que parteix completament de les parts inacabades de l'obra de Buonarroti. A Calcagni també se'l deu el model de fusta per al projecte de la Basílica de San Giovanni dei Fiorentini i la restauració de l'església de Sant'Angelo al Corridoio. També es deu a Tiberio l'acabament del Brutus de Michelangelo.
Calcagni, a més de realitzar projectes sota la supervisió del seu mestre, va ser enviat com a emissari per mostrar els fruits del seu treball teòric als grans mecenes.